# Mijaíl Drozdovski

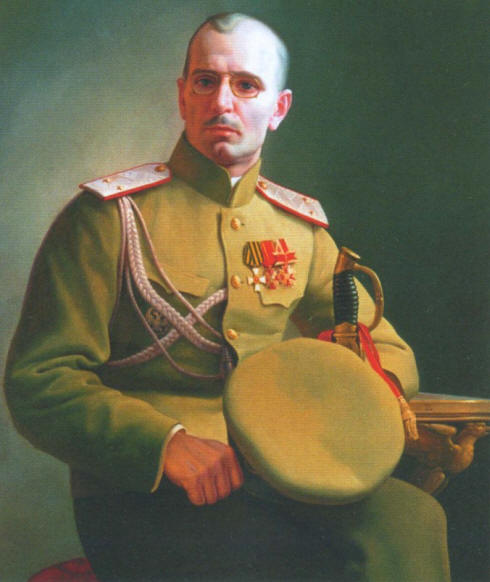
General Mijaíl Drozdovski

Mijaíl Gordéievich Drozdovski (en ruso: Михаил Гордеевич Дроздовский) (Kiev, 7 de octubre de 1881 - Rostov del Don, 1 de enero de 1919) fue un oficial del Ejército ruso y uno de los líderes militares del Movimiento Blanco antibolchevique durante la Guerra Civil Rusa de 1917-1923.

## Biografía
Drozdovski nació en Kiev. Su padre había servido en la Guerra de Crimea de 1853-1856 y se convirtió en un general altamente condecorado. La madre de Mijaíl murió cuando tenía doce años, y fue criado principalmente por su hermana mayor, Yulia, quien fue una enfermera condecorada durante la guerra ruso-japonesa de 1904-1905.
Empezó su carrera militar muy joven, ingresando en el Cuerpo de Cadetes de Pólotsk en 1892, y después siendo transferido al Cuerpo de Cadetes Vladímir de Kiev, del que se graduó en 1899. En agosto de 1899, se alistó en la Escuela Militar de Pávlovsk en San Petersburgo, famosa por su estricta disciplina y considerada un modelo en el entrenamiento de oficiales del Ejército Imperial Ruso. Se graduó en 1901 entre los primeros de su clase.
A partir de 1901, Drozdovski sirvió en un Regimiento de la Guardia Imperial en Varsovia y fue promovido a teniente en 1904. Con el inicio de la guerra ruso-japonesa de 1904 fue enviado a la línea de frente con el 1.º Cuerpo Siberiano del 2.º Ejército Ruso de Manchuria. Fue herido en el muslo durante al batalla de Sandepu (enero de 1905), pero permaneció en el frente hasta el fin del conflicto y recibió varias condecoraciones por heroísmo.
Tras el fin de la guerra ruso-japonesa en septiembre de 1905, Drozdovski completó sus estudios en la Academia de Estado Mayor en 1908 y fue promovido a Stabskapitän, y a capitán en 1910. Fue estacionado en el Cuartel General del Distrito Militar de Amur en Harbin, Manchuria. En noviembre de 1911, fue nombrado asistente del Estado Mayor  del Distrito Militar de Varsovia. Con el inicio de la Primera Guerra Balcánica en octubre de 1912 se hizo voluntario para el servicio con los ejércitos serbio o búlgaro, aunque fracasó en obtener permiso para ello. En su lugar, fue asignado a la Escuela de Aviación de Sebastopol, donde se hizo piloto y se entrenó en reconocimiento aéreo. También entrenó en la Marina Imperial Rusa, sumergiéndose en un submarino, y también sumergiéndose en un traje de buceo. Después de este entrenamiento, retornó al Distrito Militar de Varsovia.
A comienzos de la I Guerra Mundial en 1914, Drozdovski sirvió como oficial de estado mayor del 27.º Cuerpo de Ejército en el seno del 2.º Ejército dentro del Frente Noroccidental. Realizó numerosas misiones de reconocimiento utilizando un aeroplano y un globo aerostático. A partir de diciembre de 1914 fue asignado al cuartel general del 26.º Cuerpo de Ejército. Fue promovido a teniente coronel en marzo de 1915, y se convirtió en Jefe de Estado Mayor de la 64.ª División de Infantería en mayo de 1915. Lideró a su división desde el frente en numerosas batallas hasta el fin de 1915. A partir de octubre de 1915, fue jefe de Estado Mayor del 26.º Cuerpo de Ejército. A partir del verano de 1916 sirvió como coronel dentro del Frente Suroccidental. Herido en la mano durante una batalla el 31 de agosto de 1916, le fue concedida la Orden de San Jorge (4.ª clase).
Sin embargo, con la Revolución de Febrero de 1917, el ejército ruso se enfrentó al colapso de la autoridad central. Conocido como acérrimo monárquico, Drozdovski rechazó reconocer la formación de comités de soldados que desafiaban (y a veces asesinaban) a sus oficiales superiores. Sofocó los elementos bolcheviques dentro de su mando mediante ejecuciones, y logró mantener la disciplina y el orden, continuando las operaciones contra los alemanes hasta finales de agosto de 1917. Sin embargo, con la toma del poder bolchevique en la Revolución de Octubre de 1917 y la firma de la paz separada con Alemania en marzo de 1918, Drozdovsky se vio obligado a dimitir. Rechazó la oferta de una posición como comandante de una división de infantería a finales de noviembre, y en su lugar contactó con el Mijaíl Alekséyev, quien inició un alzamiento antibolchevique en la región del Don. Drozdovski prometió formar una unidad de voluntarios de las tropas del frente rumano y se unió al Movimiento Blanco. En enero de 1918, voluntarios de la "Guardia Blanca" fueron creado en Kishinev, y en Iaşi en Rumania, así como en Bolgrad en la región de Odessa. El coronel Drozdovski decidió liderar sus fuerzas antibolcheviques en el este y se unió al Ejército de Voluntarios en su lucha contra el Ejército Rojo en la región del Don del sur de Rusia.
El 26 de febrero de 1918, a pesar de las acciones del Ejército rumano, que intentó desarmarlos, Drozdovski y sus hombres, que alcanzaban alrededor de 1100 veteranos de guerra (la mayoría de ellos oficiales), inició la marcha del Don. En su camino Drozdovski se unió a otros oficiales y soldados hostiles al nuevo régimen soviético. Las notas privadas de Drozdovsky escritas durante la marcha le muestran como un oficial patriótico que sentía que no tenía elección sino que luchar contra los bolcheviques —a quienes consideraba los destructores de Rusia—. Esto, no obstante, no impidió que actuara con gran energía sirviendo de inspiración para sus hombres. El 21 de abril de 1918, Drozdovsky brevemente capturó Rostov del Don. Mientras combatía en la estación de ferrocarril de Rostov, el coronel Voinalóvich, el segundo al mando de Drozdovski y su más estrecho consejero, murió en acción. Tres días después, las fuerzas de Drozdovski lograron asistir a los cosacos del Don que combatían desesperadamente a las fuerzas rojas en Novocherkassk. Los rojos fueron derrotados y los hombres de Drozdovski marcharon hasta Novocherkassk. Es aquí, después de una marcha de 900 millas desde Rumanía al Don, que Drozdovski y sus hombres oficialmente pasaron a formar parte del Ejército de Voluntarios.
En junio de 1918, al inicio de la Segunda Campaña de Kubán, el General Antón Denikin promovió a Drozdovski al rango de Mayor General, y su unidad, ahora aumentada con el influjo de nuevos voluntarios, fue designada como la 3.ª División de Infantería. La unidad de Drozdovski se convirtió en una de las formaciones de elite del Ejército de Voluntarios (después llamado Fuerzas Armadas del Sur de Rusia). Drozdovski fue uno de los primeros entre los comandantes del Ejército blanco que aumentó sus fuerzas con prisioneros del Ejército Rojo capturados en batalla. Aunque el rendimiento inicial de estas tropas anteriormente del Ejército Rojo superó las expectativas de Drozdovski, a medida que su número aumentaba su fiabilidad decrecía.
El General Drozdovski fue herido en octubre de 1918, durante una batalla cerca de Stávropol. Aunque inicialmente se pensó que la herida no era grave, nunca se recuperó y murió el 1 de enero de 1919, en la vecindad de Rostov del Don. Subsiguientemente la 3.ª División de Infantería, que consistía en varios regimientos, se hizo conocida como División Drozdovski de Rifles, una de las famosas unidades de "color" del Ejército de Voluntarios. La División Drozdovski se hizo bien conocida por su espíritu de lucha y su espíritu de cuerpo. En 1920, antes de la salida del Ejército de Voluntarios de Crimea, los restos del General Drozdovski fueron secretamente renterrados por sus hombres en Sebastopol, Crimea, para impedir su profanación por los bolcheviques (tal como sucedió con los restos del General Lavr Kornílov). El lugar exacto de sus restos permanece desconocido a día de hoy.

## Honores
- Orden de San Estanislao 3.º grado, 1880
- Orden de Santa Ana 3.º grado, 1888
- Orden de San Estanislao 2.º grado, 1894.
- Orden de Santa Ana 2.º grado, 1896
- Orden de San Vladimir, 4.º grado, 1899
- Orden de San Vladimir, 3.º grado, 1902
- Orden de San Estanislao 1.º grado con espadas, 1904.
- Orden de Santa Ana 1.º grado con espadas, 1905
- Orden de San Vladimir, 2.º grado, 1909
- Orden del Águila Blanca, 1912
- Orden de San Alejandro Nevski, 1913
- Orden de San Jorge 4.º grado, 1917
- Espada Dorada por Valentía